# Franciszek Turek

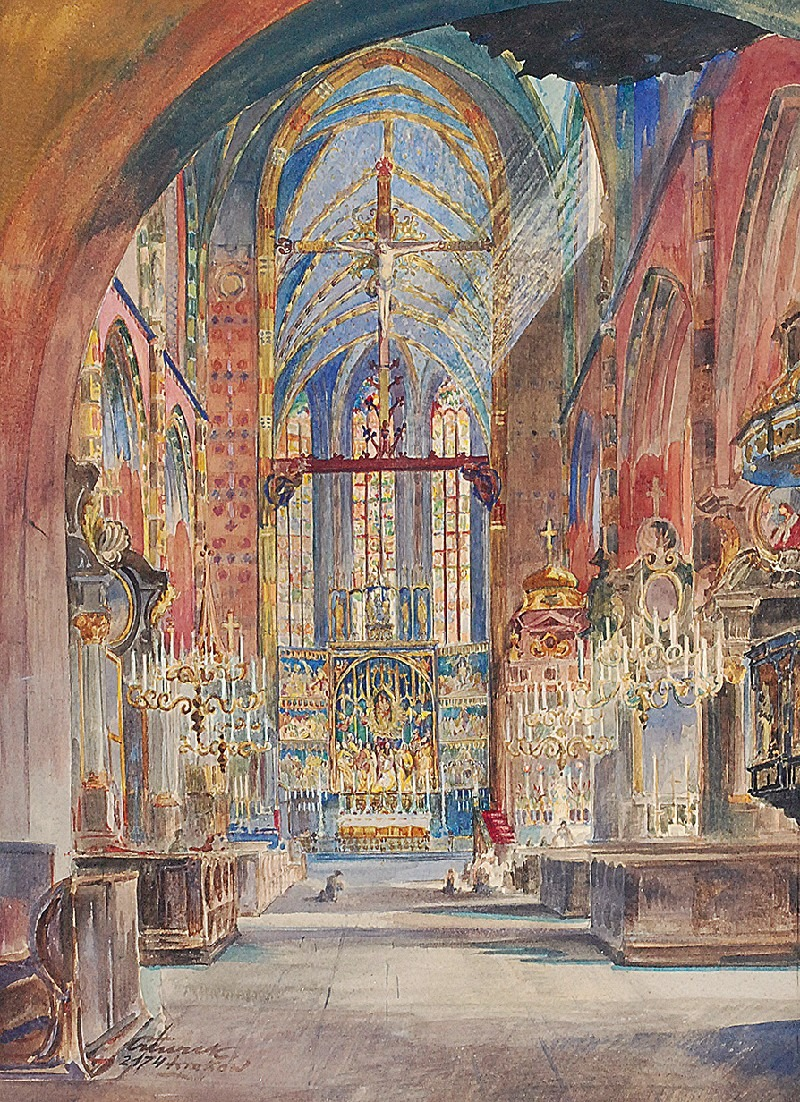
Marienkirche (1921)

Franciszek Turek (geboren 1. April 1882 in Krakau, Österreich-Ungarn; gestorben 1947 in Krakau) war ein polnischer Maler, Pädagoge und Kunstaktivist. Er ist für seine Aquarelle des zeitgenössischen und früheren Krakaus bekannt.

## Leben
Turek absolvierte im Jahr 1902 die Staatliche Industrieschule in Krakau (polnisch: „Państwowa Szkoła Przemysłowa w Krakowie“). Unter Józef Mehoffer, Józef Unierzyski und Leon Wyczółkowski studierte er dann an der Kunsthochschule Krakau, besuchte auch den Unterricht bei Stanisław Wyspiański.
Turek war Vorstandsmitglied der Gesellschaft der Freunde der Geschichte und Denkmäler der Stadt Krakau (polnisch: „Towarzystwo Miłośników Historii i Zabytków Krakowa“) und Mitbegründer des Allgemeinen Künstlerverbandes (polnisch: „Związek Powszechny Artystów Plastyków“). Während des Ersten Weltkrieges war er Mitglied einer Einheit, die Krakaus Kunstschätze schützen sollte, von 1914 bis 1916 leitete er diese Einheit. Von 1922 bis 1928 unterrichtete er Frauen in Malerei, unter anderem an Baraniecki's Seminar für Frauen in Krakau.
Turek malte vorwiegend Aquarelle. Bevorzugte Motive waren Stadtansichten von Krakau und einzelner Gebäude oder Denkmäler. Viele seiner Werke entstanden im jüdischen Viertel Kazimierz. Er malte auch nicht mehr existierende Gebäude. Es entstanden außerdem Landschaften, Blumen und Akte. Werke von ihm befinden sich unter anderem in den Nationalmuseen in Krakau und Warschau sowie im Besitz der Nationalbank Polens.
Eine größere Ausstellung von seinen Werken zum Krakauer Stadtteil Kazimierz wurde im Oktober 2001 im Krakauer Zentrum für Jüdische Kultur gezeigt.